# Saphir du Talus
Saphir du Talus (né le 12 mai 2006) est un étalon de saut d'obstacles alezan brûlé, inscrit au stud-book du Selle français. Ce fils de Diamant de Semilly est monté par le cavalier français Benjamin Robert, puis par le marocain Abdelkebir Ouaddar.

## Histoire

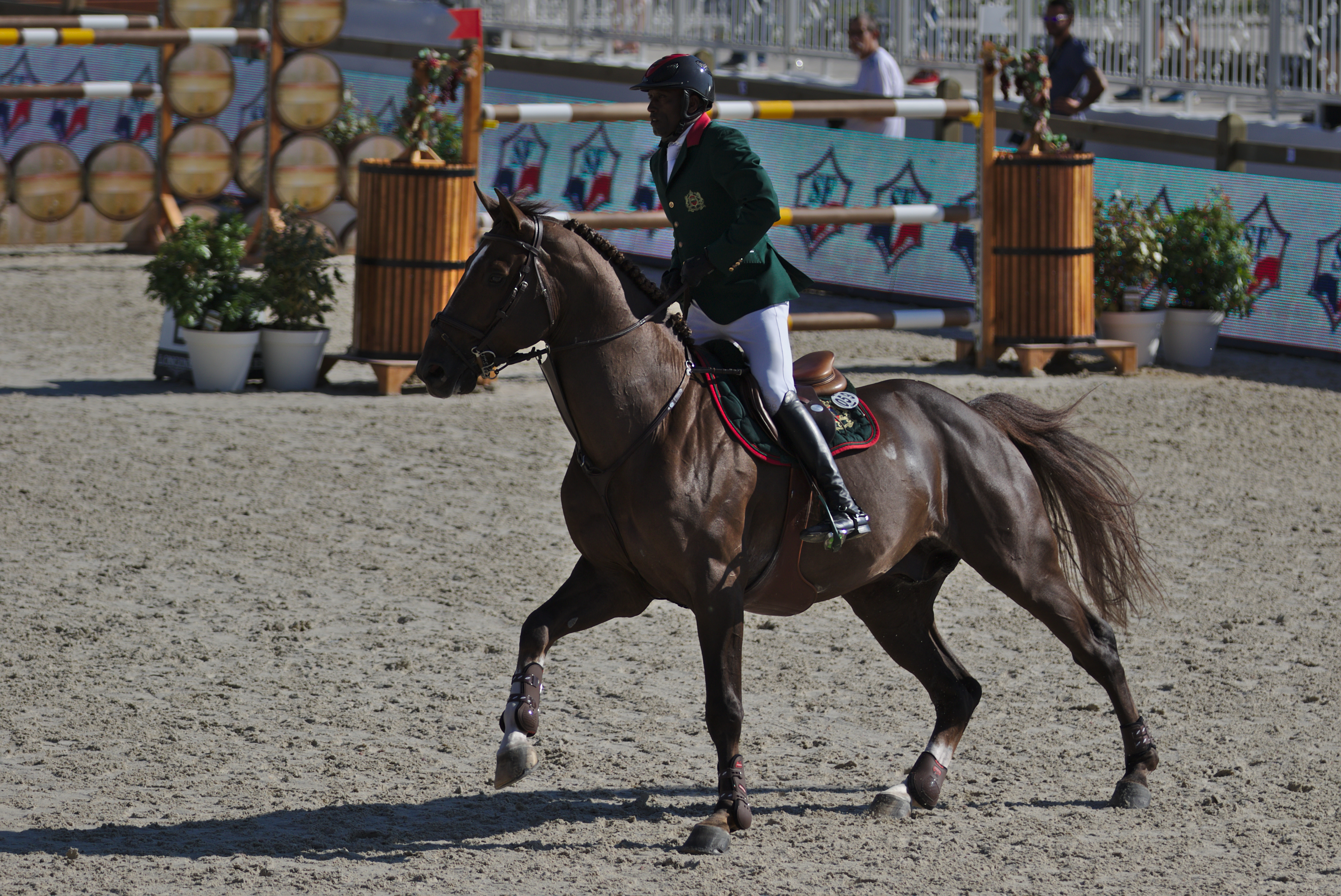
Saphir du Talus monté par Abdelkebir Ouaddar à l'International Longines Horse-Show de Lausanne en 2016.

Il naît le 12 mai 2006 à l'élevage de Catherine et Jacques Le Boedec, à Lolif, en France. 
L'entraîneur Marcel Rozier repère Saphir en France, alors qu'il a 3 ans. L'étalon est vendu en Italie puis formé jusqu'à ses 8 ans. Il est révélé au haut niveau par un cavalier français séjournant en Belgique, Benjamin Robert, sous la copropriété de M. Porporato et de Mme Liliane Fromer. Benjamin Robert l'avait vu en Italie en 2014.
Il est acheté le 30 juillet 2015 par Sa Majesté le roi du Maroc Mohammed VI, sur les conseils de Marcel Rozier, afin d'aider le cavalier marocain Abdelkebir Ouaddar à étoffer son piquet de chevaux, qui ne compte alors que Quickly de Kreisker. Il rejoint les écuries marocaines installées à Bois-le-Roi, sur le domaine de la famille Rozier. Durant le prix Boehringer-Ingelheim à Equita'Lyon en novembre 2017, Abdelkebir Ouaddar chute du dos de Saphir du Talus. Après une absence de plusieurs mois, le couple participe au Saut Hermès en mars 2018,.
En mai 2018, Saphir du Talus est confié à Ali Al Ahrach.

## Description
Saphir du Talus est un étalon de robe alezan brûlé, inscrit au stud-book du Selle français. Il dispose de gros moyens à l'obstacle, avec un galop engagé et un grand respect des barres.

## Palmarès
Il atteint un indice de saut d'obstacles (ISO) de 156 en 2017.
- Octobre 2015 : 3e du CSI3* de Tétouan, à 1,45 m[1].
- Mai 2016 : 6e de l'étape Global Champions Tour de Chantilly, à 1,45 m[1].
- Avril 2017 : 2e du Grand Prix du CSI2* de Cagnes-sur-Mer, à 1,45 m[1].
- Juillet 2017 : 2e du CSI2* de Fontainebleau, à 1,45 m[1].
- Octobre 2017 : 4e du CSI3*-W de Tetouan, à 1,30 m[1].
- Avril 2018 : Vainqueur du Grand Prix du CSI3* de Cagnes-sur-Mer, à 1,45 m[1].

## Origines
Saphir du Talus est un fils de l'étalon Selle français Diamant de Semilly et de la jument Neika du Talus, par Voltaire.